# Ruschia knysnana
Ruschia knysnana är en isörtsväxtart som först beskrevs av L. Bol., och fick sitt nu gällande namn av L. Bol. Ruschia knysnana ingår i släktet Ruschia och familjen isörtsväxter. Inga underarter finns listade i Catalogue of Life.